# Piller Mátyás
Piller Mátyás (Graz, 1733. április 25. – Buda, 1788. november 10.) osztrák származású természettudós, bölcseleti doktor, Jézus-társasági áldozópap és tanár.

## Élete
1750-ben Grazban vették fel a rendbe; 1763-tól a rend feloszlatásáig (1773) a bécsi Theresianumban igazgató és hitoktató volt, azután természetrajzból megszerezte a doktorátust és 1774-ben a nagyszombati egyetemen, majd 1777-től az intézmény áthelyezése után Budán, az állattant és ásványtant is tanította. 1782-ben Mitterpacher Lajossal hivatalos szlavóniai utazásokon vettek részt, ahol számos természettudományos és néprajzi megfigyelést végzett, több új növényfajt is leírt. 1784-ben a pesti egyetem orvoskarán tanított különleges természetrajzot. 50 000 forint értékű természetrajzi gyűjteményét az egyetemre hagyta.

## Munkái
- Tentamen publicum ex praelectionibus historiae naturalis ... quod e regno minerali subibit Augustinus Petrás. Tyrnaviae, 1775
- Tentamen publicum ... subibit. Sig. Gabelkhoven. Uo. 1776
- Elementa historiae naturalis in scholarum grammaticarum et gymnasiorum per regnum Hungariae usu. Partes 3. Uo. 1775 (Editio nova. Budae, 1779, Budae et Tyrnaviae, 1781)
- Iter per Poseganam Sclavoniae provinciam, mensibus Junio et Julio at. 1782. susceptum a Matthia Piller et Lud. Mitterpacher. Budae, 1783. 16 tábla rajzzal (németül kivonatban Mader Miscellaneajában)
- Collectio naturalium quae e triplici regno minerali et vegetabili undique complete post obitum ... reperta est. Graecii, 1792